# Панкратов-Чорний Олександр Васильович
Панкратов-Чорний Олександр Васильович (нар. 28 червня 1949, с. Коньово, Алтайський край, РРФСР, СРСР) — радянський і російський актор, кінорежисер. Заслужений артист РФ (1998). Народний артист Російської Федерації (2009).
Підтримує путінський режим і  війну Росії проти України.

## Життєпис
По батьківській лінії походить з чернігівських козаків - "Прізвище мого батька - Гузєв - отримане ним від чернігівських козаків, мамине дівоче прізвище - Токарєва - від донських козаків. У зв'язку з тим, що батька репресували, мама дала нам з сестрою прізвище свого першого чоловіка - Панкратова". Батько Василь Трофимович Гузєв (1905 - 52), мати - Агрипина Яківна Токарєва-Панкратова.
Закінчив акторський факультет Горьковського театрального училища (1969) та режисерський факультет Всесоюзного державного інституту кінематографії (1976).
Грав у фільмах «Ми з джазу», «Подія в Утиноозерську», «Зимовий вечір у Гаграх» та ін., поставив кінокартини: «Дорослий син», «Пригоди графа Невзорова», «Салон краси» тощо. Знявся в українських стрічках: «Дій за обставинами!» (1984, Жора «Циркач»), «Годинникар і курка» (1988, т/ф), «Дежа вю!» (1989), «Дитина до листопада», «Повітряні пірати» (1992), «Запах осені», «Я сама» (циган), «Афери, музика, любов» (1993), «Зефір в шоколаді» (1994).

## Погляди
У березні 2014 року підписав листа на підтримку позиції президента Росії Володимира Путіна щодо російської військової інтервенції в Україну. Окрім того, Панкратов-Чорний заявив, що охоче підписав би не лише цю петицію, але й листа щодо «приєднання України до Росії».

Після відвідин тимчасово-окупованих територій України Панкратов-Чорний заявив:
|  | Бандерівці і 20 років пропаганди триватимуть довго. Вони не заспокояться. Найцікавіше: печаль у чому - ці бандерівці, які виходять на площі з факелами, з фашистськими гаслами, — вони не хочуть працювати. Вони хочуть мати рабів, за рахунок яких будуть жити. Це - фашизм. Це страшне явище. І вони не заспокояться, поки їх не знищать. Як у Другій світовій війні — прийшли до Берліна і взяли Берлін. |

## Критика
Через підписання листа на підтримку дій Володимира Путіна Панкратов-Чорний отримав обструкцію в Україні. Зокрема, у Чернівцях активісти пікетували знімання російського фільму за участю Панкратова-Чорного як актора. Висловлює захоплення ДНР та ЛНР та поширює відомі російські пропагандистські штампи щодо «бандерівців» і «фашистів» в Україні.

## Санкції
Олександр Панкратов-Чорний підтримав напад Росії на Україну. Національне агентство із запобігання корупції України виступило з ініціативою про введення проти нього міжнародних санкцій. В обґрунтуванні йдеться, що Олександр Панкратов-Чорний "є частиною російської пропаганди, відкрито підтримує політику кремля щодо України. Постійно поширює наративи відповідно до кремлівської пропаганди на підтримку дій Росії".
У травні 2022 року Латвія заборонила в'їзд у країну через підтримку вторгнення Росії в Україну і виправдання російської агресії .
Фігурант бази даних центру «Миротворець».

## Вибрана фільмографія
1. 1978 — Сибіріада — Сашко
2. 1983 — Моментальний знімок
3. 1983 — Ми з джазу- Степан
4. 1984 — Дій за обставинами!- Жора «Циркач», ст. лейтенант Петренко
5. 1984 — Жорстокий романс — Іван Петрович Семенівський
6. 1984 — І ось прийшов Бумбо... — Ахмет, дресирувальник слона Бумба з Казані
7. 1984 — Перша Кінна — поранений червоноармієць
8. 1984 — Шанс — міліціонер, черговий у відділенні
9. 1985 — Батальйони просять вогню — майор-інтендант
10. 1985 — Битва за Москву — капітан Кияшко
11. 1985 — Зимовий вечір у Гаграх — Аркадій Грачов
12. 1985 — Знай наших! — Прикажчик
13. 1986 — Кур'єр — Степан Опанасович Макаров, головний редактор журналу «Питання пізнання»
14. 1986 — Потрібні люди — директор ресторану Ігор Олександрович
15. 1986 — Образа — водій автокрамниці
16. 1986 — Привід
17. 1986 — Я тебе ненавиджу — Юлік
18. 1987 — Де знаходиться нофелет? — Геннадій, двоюрідний брат Павла
19. 1987 — Забута мелодія для флейти — Саша, актор народного театру
20. 1990 — «Десять років без права листування» — Коля «Татарин», двірник
21. 1991 — Кікс — продюсер Леонід
22. 1991 — Караван смерті — Іван Мар'їн
23. 1994 — Зефір в шоколаді — Василь Кавун, капітан загону радянських десантників
24. та ін.